# Pesantren (Ulujami)
Pesantren is een bestuurslaag in het regentschap Pemalang van de provincie Midden-Java, Indonesië. Pesantren telt 9020 inwoners (volkstelling 2010).